# Luminária Drummond

Representação da luminária.

Luminária Drummond (lâmpada Drummond ou também holofote Drummond) foi um tipo de iluminação, inventado pelo engenheiro escocês Thomas Drummond, destinada à iluminação de palcos no teatro e salas de música.
Uma claridade intensa é produzida quando uma chama de oxidrogênio é dirigida sobre um cilindro de óxido de cálcio, que pode suportar uma temperatura de até 2.572°C antes de derreter. A luz é então produzida pela combinação de incandescência e candoluminescência. 

## Histórico
O efeito luminoso do sistema foi descoberto na década de 1820 por Goldsworthy Gurney, baseado no seu trabalho com o "tubo soldador de oxi-hidrogênio", cujos créditos são normalmente atribuídos ao químico Robert Hare. Em 1825 o engenheiro escocês Thomas Drummond (1797-1840) assistiu a uma demonstração desse efeito por Michael Faraday, e percebeu que tal claridade seria útil como sistema de iluminação. Drummond então construiu uma versão funcional em 1826, recebendo este sistema o seu nome, desde então.
A luminária foi usada a primeira vez em público no Covent Garden Theatre, em Londres, no ano de 1837 e teve seu uso difundido nos teatros de todo o mundo a partir das décadas de 1860 e 1870.
As luminárias eram usadas para destacar os artistas da mesma forma que os holofotes modernos. O sistema foi rapidamente substituído por iluminação elétrica, no final do século XIX.